# Хав'єр Турієнсо Альварес
Хав'єр Турієнсо Альварес (Баракальдо, Біская, Країна Басків, Іспанія, 3 листопада 1966) — колишній футбольний арбітр, що судив матчі найвищої іспанської ліги. Член Комітету арбітрів Кастилії-і-Леону.

## Кар'єра
У Ла-Лізі Турієнсо дебютував 29 серпня 1999 року матчем «Реал Сарагоса» проти «Реал Ов'єдо» (4-0).
У сезоні 2006—2007 судив матч «Расінг Сантандер» проти «Реал Мадрид», у якому на останніх хвилинах призначив два спірних пенальті на користь Расінга, і команда перемогла. Після матчу він заявив поліції, що одержав понад 50 телефонних дзвінків з погрозами смерті. В інтерв’ю програмі Punto pelota Турієнсо назвав ці моменти найтяжчими у своїй професійній кар'єрі.
Турієнсо мусив подати позов до суду на команду зі свого міста, Культураль Леонеса, яка орендувала в нього квартиру для свого футболіста Івана Матео і заборгувала 14000 євро.
Кар'єру арбітра завершив у сезоні 2011-2012: останнім для нього став матч «Севілья» — «Райо Вальєкано» (5-2), що відбувся 5 травня 2012 року.

## Нагороди
- Премія Дон Балон[en] (1): 2010